# FIFA Street (2005)
FIFA Street is een voetbalsimulatiespel waarin straatvoetbal voorop staat. Het spel is ontwikkeld door Alex Shulmann en uitgegeven door Electronic Arts. Het werd uitgebracht in februari 2005 voor de PlayStation 2, Xbox en Nintendo GameCube.
FIFA Street is een spin-off van EA's FIFA-reeks voetbalspellen, en volgt dezelfde formule als hun andere "Street" titels, NFL Street en NBA Street, door het meer volledige versie van het spel te veranderen in een eenvoudiger arcade-stijl spel.
FIFA Street focust op flair, stijl en trucs, in tegenstelling tot FIFA Football dat zich richt op teamplay en tactieken, in contrast met de cultuur van het freestyle voetbal gespeeld in de straten en achterterrein over de hele wereld.
Het doel van FIFA Street is om een team op te bouwen van bekende en erkende spelers, met inbegrip van Ronaldo en Ronaldinho, met behulp van reputatie en respect opgedaan met het spelen van 4-tegen-4 wedstrijden met trucs en flair, om voortgang te maken door straatlocaties over de hele wereld.
Locaties zijn onder andere Marseille (Frankrijk), New York (Verenigde Staten), Rio de Janeiro (Brazilië), Lagos (Nigeria), Amsterdam (Nederland), Rome (Italië), Berlijn (Duitsland), Mexico-Stad (Mexico), Barcelona (Spanje) en Londen (Engeland).